# متحف الفن الإسلامي (غزنة)
متحف الفن الإسلامي في غزنة هو متحف يقع في غزنة، أفغانستان. وهي تقع في روضة، ضاحية في غزنة. المتحف افتتح لأول مرة من قبل بعثة الآثار الإيطالية في عام 1966 في ضريح عبد الرزاق الذي تم تجديده في القرن السادس عشر لعرض القطع الأثرية من الفترة الإسلامية. وتوقف العمل خلال الحرب مع الاتحاد السوفيتي بعد عام 1979 حيث تضررت العديد من القطع الأثرية. وتم استعادتها سنة 2004-2007. عدد من القطع الأثرية المكتشفة في منطقة غزنة توجد أيضا في المتاحف في كابول.